# Stéphanie Mourou-Vikström
Stéphanie Mourou-Vikström (* 1. November 1970 in Marseille) ist eine monegassische Juristin und Richterin am Europäischen Gerichtshof für Menschenrechte.

## Leben und Wirken
Mourou-Vikström studierte nach ihrem Baccalauréat 1988 ab Juni 1989 Rechtswissenschaften an der Universität Aix-en-Provence. Dort erwarb sie 1991 im internationalen Recht die Titel Bachelor of Laws und im folgenden Jahr 1992 Master of Laws. Wiederum ein Jahr später erwarb sie das Diplôme d’études approfondies. 1999 wurde sie unter Betreuung von Yves Daudet mit einer Arbeit über die internationalen Beziehungen des Fürstentums Monaco in Aix-en-Provence zur Dr. iur. promoviert. Anschließend absolvierte sie das französische Ausbildungsprogramm zur Richterin, das sie 2001 erfolgreich abschloss. Nach einer Tätigkeit als Staatsanwältin in Monaco wurde sie 2006 Richterin am erstinstanzlichen Gericht Monacos, 2012 stieg sie dort zur Vorsitzenden Richterin auf. Seit 2012 ist sie Mitglied bei der Europäischen Kommission für die Effizienz der Justiz (CEPEJ).
Am 23. Juni 2015 wurde Mourou-Vikström als Nachfolgerin von Isabelle Berro als Vertreterin Monacos zur Richterin am Europäischen Gerichtshof für Menschenrechte gewählt. Sie trat ihre voraussichtlich bis 2024 dauernde Amtszeit am 17. September 2015 an.